# Imre Kiss (Leichtathlet)
Imre Kiss (* 14. Mai 1879 in Hódmezővásárhely; † 11. August 1913 in Budapest) war ein ungarischer Stabhochspringer.
Bei den Olympischen Zwischenspielen 1906 in Athen wurde er Fünfter mit 3,00 m.
1906 und 1907 wurde er ungarischer Meister. Seine persönliche Bestleistung von 3,30 m stellte er 1906 auf.